# Alain Ducasse
Alain Ducasse (Castel-Sarrazin, 13 settembre 1956) è un cuoco e imprenditore monegasco.

## Biografia
Opera nei ristoranti Le Louis XV, all'interno dell'Hotel de Paris a Monaco, all'Alain Ducasse di Parigi ed al Jules Verne sulla torre Eiffel, ed è a capo del gruppo che porta il suo nome e che, con 1400 impiegati, controlla 20 ristoranti in vari paesi, organizza corsi di cucina e pubblica libri di cucina, oltre a collaborare con l'Agenzia Spaziale Europea per lo sviluppo dei cibi più adatti agli astronauti.
Fino alla chiusura del suo ristorante a New York (nel 2007), era riuscito nella notevole impresa di gestire contemporaneamente tre ristoranti 3 stelle Michelin in tre diversi paesi. Nella sua carriera ne ha ricevute complessivamente 21.
Al 2022 detiene 14 stelle che lo rendono lo chef più stellato al mondo.
Nel 2008 ha ricevuto la cittadinanza del principato di Monaco, rinunciando contestualmente a quella francese.
È stato inoltre ospite nelle edizioni statunitense e italiana di MasterChef.